# Meriones dahli
Meriones dahli је врста глодара из породице мишева и потпородице гербила (лат. Gerbillinae). 

## Распрострањење
Врста има станиште у Јерменији и Турској.

## Станиште
Врста Meriones dahli има станиште на копну.

## Угроженост
Ова врста се сматра угроженом.

### Популациони тренд
Популација ове врсте се смањује, судећи по расположивим подацима.